# Hotalihuyana
Hotalihuyana (Swanton, Hotalgihuyana), nekadašnje indijansko selo koje su osnovali Chiaha Indijanci na istočnoj obali rijeke Flint u okrugu Dougherti u Georgiji. Kasnije se k njima priključuju i pripadnici plemena Osochi.  Ime dolazi iz jezika creek hótali, hútali, vjetar, uragan, i huyána (prolaziti), odnosno, grad uragana (hurricane town)
Selo je 1799. imalo 20 obitelji, a 1832. 27 obitelji.